# Toutlemonde
Toutlemonde è un comune francese di 1 142 abitanti situato nel dipartimento del Maine e Loira nella regione dei Paesi della Loira.

## Società

### Evoluzione demografica
Abitanti censiti